# TJ Sokol Hlohovec
Tělovýchovná jednota Sokol Hlohovec je český fotbalový klub, který sídlí v Hlohovci na Břeclavsku v Jihomoravském kraji. Od sezony 2015/16 hraje Okresní přebor Břeclavska (8. nejvyšší soutěž).
Klub své domácí zápasy odehrává na fotbalovém hřišti v Hlohovci, rozměry travnaté hrací plochy jsou 105×65 metrů. Areál pojme 600 diváků, z čehož je 280 míst k sezení.
Působili zde mj. bývalí prvoligoví hráči Ivan Valachovič a Oleh Lyzohub.

## Umístění v jednotlivých sezonách
Stručný přehled
Zdroj: 
- 1955–1956: Okresní přebor Břeclavska
- 1984–1986: Okresní soutěž Břeclavska – sk. A
- 1986–1987: Základní třída Břeclavska – sk. A
- 1987–1988: Okresní soutěž Břeclavska – sk. A
- 1991–1992: Okresní soutěž Břeclavska – sk. A
- 1992–1995: Okresní přebor Břeclavska
- 1995–1997: I. B třída Jihomoravské župy – sk. C
- 1997–2002: I. A třída Jihomoravské župy – sk. B
- 2002–2005: I. A třída Jihomoravského kraje – sk. B
- 2005–2007: Přebor Jihomoravského kraje
- 2007–2008: I. A třída Jihomoravského kraje – sk. B
- 2008–2010: I. B třída Jihomoravského kraje – sk. C
- 2010–2014: Okresní přebor Břeclavska
- 2014–2017: I. B třída Jihomoravského kraje – sk. C
- 2017– : Okresní přebor Břeclavska

Jednotlivé ročníky
Zdroj: 
Legenda: Z – zápasy, V – výhry, R – remízy, P – porážky, VG – vstřelené góly, OG – obdržené góly, +/− – rozdíl skóre, B – body, červené podbarvení – sestup, zelené podbarvení – postup, fialové podbarvení – reorganizace, změna skupiny či soutěže
| Československo (1955 – 1993) |                                         |        |    |     |     |     |     |     |     |    |        |
| Sezóny                       | Liga                                    | Úroveň | Z  | V   | R   | P   | VG  | OG  | +/− | B  | Pozice |
| 1955                         | Okresní přebor Břeclavska               | 6      | 22 | 4   | 3   | 15  | 40  | 71  | −31 | 11 | 11.    |
| 1956                         | Okresní přebor Břeclavska               | 6      | 22 | 9   | 1   | 12  | 57  | 72  | −15 | 19 | 9.     |
| ...                          |                                         |        |    |     |     |     |     |     |     |    |        |
| 1984/85                      | Okresní soutěž Břeclavska – sk. A       | 8      | 26 | 4   | 4   | 18  | 21  | 57  | −36 | 12 | 12     |
| 1985/86                      | Okresní soutěž Břeclavska – sk. A       | 8      | 25 | 5   | 3   | 17  | 23  | 47  | −24 | 13 | 14.    |
| 1986/87                      | Základní třída Břeclavska – sk. A       | 10     |    | ... | ... | ... | ... | ... | ... |    |        |
| 1987/88                      | Okresní soutěž Břeclavska – sk. A       | 9      | 26 | 6   | 9   | 11  | 35  | 41  | −6  | 21 | 10.    |
| ...                          |                                         |        |    |     |     |     |     |     |     |    |        |
| 1991/92                      | Okresní soutěž Břeclavska – sk. A       | 9      | 26 | 20  | 2   | 4   | 71  | 22  | +49 | 42 | 1.     |
| 1992/93                      | Okresní přebor Břeclavska               | 8      | 26 | 10  | 7   | 9   | 40  | 34  | +6  | 27 | 6.     |
| Česko (1993 – )              |                                         |        |    |     |     |     |     |     |     |    |        |
| Sezóny                       | Liga                                    | Úroveň | Z  | V   | R   | P   | VG  | OG  | +/− | B  | Pozice |
| 1993/94                      | Okresní přebor Břeclavska               | 8      | 26 | ... | ... | ... | ... | ... | ... |    |        |
| 1994/95                      | Okresní přebor Břeclavska               | 8      | 26 | 19  | 5   | 2   | 60  | 18  | +42 | 62 | 1.     |
| 1995/96                      | I. B třída Jihomoravské župy – sk. C    | 7      | 26 | 11  | 6   | 9   | 58  | 38  | +20 | 39 | 5.     |
| 1996/97                      | I. B třída Jihomoravské župy – sk. C    | 7      | 26 | 17  | 3   | 6   | 66  | 27  | +39 | 54 | 2.     |
| 1997/98                      | I. A třída Jihomoravské župy – sk. B    | 6      | 26 | 13  | 5   | 8   | 49  | 46  | +3  | 44 | 2.     |
| 1998/99                      | I. A třída Jihomoravské župy – sk. B    | 6      | 26 | 9   | 8   | 9   | 43  | 39  | +4  | 35 | 4.     |
| 1999/00                      | I. A třída Jihomoravské župy – sk. B    | 6      | 26 | ... | ... | ... | ... | ... | ... |    |        |
| 2000/01                      | I. A třída Jihomoravské župy – sk. B    | 6      | 26 | 10  | 6   | 10  | 43  | 51  | −8  | 36 | 9.     |
| 2001/02                      | I. A třída Jihomoravské župy – sk. B    | 6      | 26 | 9   | 3   | 14  | 45  | 60  | −15 | 30 | 11.    |
| 2002/03                      | I. A třída Jihomoravského kraje – sk. B | 6      | 26 | 11  | 4   | 11  | 48  | 46  | +2  | 37 | 6.     |
| 2003/04                      | I. A třída Jihomoravského kraje – sk. B | 6      | 26 | 11  | 5   | 10  | 45  | 39  | +6  | 38 | 6.     |
| 2004/05                      | I. A třída Jihomoravského kraje – sk. B | 6      | 26 | 16  | 5   | 5   | 46  | 22  | +24 | 53 | 2.     |
| 2005/06                      | Přebor Jihomoravského kraje             | 5      | 30 | 11  | 8   | 11  | 44  | 43  | +1  | 41 | 8.     |
| 2006/07                      | Přebor Jihomoravského kraje             | 5      | 30 | 6   | 6   | 18  | 28  | 55  | −27 | 24 | 15.    |
| 2007/08                      | I. A třída Jihomoravského kraje – sk. B | 6      | 26 | 6   | 8   | 12  | 38  | 56  | −18 | 26 | 13.    |
| 2008/09                      | I. B třída Jihomoravského kraje – sk. C | 7      | 26 | 10  | 2   | 14  | 49  | 52  | −3  | 32 | 12.    |
| 2009/10                      | I. B třída Jihomoravského kraje – sk. C | 7      | 26 | 4   | 4   | 18  | 27  | 66  | −39 | 16 | 14.    |
| 2010/11                      | Okresní přebor Břeclavska               | 8      | 26 | 13  | 4   | 9   | 54  | 39  | +15 | 43 | 4.     |
| 2011/12                      | Okresní přebor Břeclavska               | 8      | 26 | 15  | 1   | 10  | 66  | 40  | +26 | 46 | 3.     |
| 2012/13                      | Okresní přebor Břeclavska               | 8      | 26 | 15  | 5   | 6   | 72  | 37  | +35 | 50 | 3.     |
| 2013/14                      | Okresní přebor Břeclavska               | 8      | 24 | 15  | 3   | 6   | 68  | 38  | +30 | 48 | 1.     |
| 2014/15                      | I. B třída Jihomoravského kraje – sk. C | 7      | 26 | 8   | 6   | 12  | 44  | 59  | −15 | 30 | 10.    |
| 2015/16                      | I. B třída Jihomoravského kraje – sk. C | 7      | 26 | 6   | 1   | 19  | 38  | 77  | −39 | 19 | 13.    |
| 2016/17                      | Okresní přebor Břeclavska               | 8      | 26 | 9   | 3   | 14  | 38  | 71  | −33 | 30 | 9.     |
| 2017/18                      | Okresní přebor Břeclavska               | 8      | 26 | 8   | 6   | 12  | 35  | 41  | −6  | 30 | 9.     |
| 2018/19                      | Okresní přebor Břeclavska               | 8      | 24 | 7   | 6   | 11  | 33  | 34  | −1  | 27 | 9.     |
| 2019/20                      | Okresní přebor Břeclavska               | 8      | 14 | 9   | 3   | 2   | 26  | 10  | +16 | 30 | 2.     |
| 2020/21                      | Okresní přebor Břeclavska               | 8      | 9  | 2   | 0   | 7   | 15  | 35  | −20 | 6  | 13.    |
| 2021/22                      | Okresní přebor Břeclavska               | 8      | 24 | 8   | 2   | 14  | 33  | 62  | −29 | 26 | 11.    |
| 2022/23                      | Okresní přebor Břeclavska               | 8      |    |     |     |     |     |     |     |    |        |

Poznámka:
- 1996/97: Postoupilo taktéž vítězné mužstvo TJ Sokol Lanžhot.[15]
- 2004/05: Postoupilo taktéž vítězné mužstvo FC Sparta Brno.[18]
- 2019/20 a 2020/21: Tyto sezony byly ukončeny předčasně z důvodu pandemie covidu-19 v Česku.

## TJ Sokol Hlohovec „B“
TJ Sokol Hlohovec „B“ je rezervním týmem Hlohovce, který se pohybuje v nejnižší okresní soutěži.

### Umístění v jednotlivých sezonách
Stručný přehled
Zdroj:
- 2004– : Základní třída Břeclavska – sk. A

Jednotlivé ročníky
Zdroj:
Legenda: Z – zápasy, V – výhry, R – remízy, P – porážky, VG – vstřelené góly, OG – obdržené góly, +/− – rozdíl skóre, B – body, červené podbarvení – sestup, zelené podbarvení – postup, fialové podbarvení – reorganizace, změna skupiny či soutěže
| Česko (2004 – ) |                                   |        |    |    |   |    |    |     |     |    |        |
| Sezóny          | Liga                              | Úroveň | Z  | V  | R | P  | VG | OG  | +/− | B  | Pozice |
| 2004/05         | Základní třída Břeclavska – sk. A | 10     | 24 | 10 | 4 | 10 | 65 | 58  | +7  | 34 | 7.     |
| 2005/06         | Základní třída Břeclavska – sk. A | 10     | 22 | 5  | 4 | 13 | 41 | 68  | −27 | 19 | 10.    |
| 2006/07         | Základní třída Břeclavska – sk. A | 10     | 24 | 10 | 3 | 11 | 51 | 48  | +3  | 33 | 8.     |
| 2007/08         | Základní třída Břeclavska – sk. A | 10     | 24 | 3  | 0 | 21 | 17 | 82  | −65 | 9  | 13.    |
| 2008/09         | Základní třída Břeclavska – sk. A | 10     | 20 | 5  | 1 | 14 | 22 | 76  | −54 | 16 | 10.    |
| 2009/10         | Základní třída Břeclavska – sk. A | 10     | 22 | 4  | 2 | 16 | 26 | 73  | −47 | 14 | 11.    |
| 2010/11         | Základní třída Břeclavska – sk. A | 10     | 28 | 4  | 7 | 17 | 31 | 77  | −46 | 19 | 15.    |
| 2011/12         | Základní třída Břeclavska – sk. A | 10     | 22 | 5  | 3 | 14 | 35 | 62  | −27 | 18 | 11.    |
| 2012/13         | Základní třída Břeclavska – sk. A | 10     | 20 | 5  | 3 | 12 | 39 | 69  | −30 | 18 | 8.     |
| 2013/14         | Základní třída Břeclavska – sk. A | 10     | 18 | 7  | 1 | 10 | 41 | 55  | −14 | 22 | 6.     |
| 2014/15         | Základní třída Břeclavska – sk. A | 10     | 16 | 6  | 2 | 8  | 34 | 39  | −5  | 20 | 6.     |
| 2015/16         | Základní třída Břeclavska – sk. A | 10     | 18 | 7  | 3 | 8  | 50 | 47  | +3  | 24 | 8.     |
| 2016/17         | Základní třída Břeclavska – sk. A | 10     | 18 | 10 | 3 | 5  | 48 | 26  | +22 | 33 | 3.     |
| 2017/18         | Základní třída Břeclavska – sk. A | 10     | 16 | 5  | 3 | 8  | 46 | 55  | −9  | 18 | 7.     |
| 2018/19         | Základní třída Břeclavska – sk. A | 10     | 21 | 5  | 2 | 14 | 37 | 75  | −38 | 17 | 11.    |
| 2019/20         | Základní třída Břeclavska – sk. A | 10     | 10 | 2  | 2 | 6  | 14 | 46  | −32 | 8  | 10.    |
| 2020/21         | Základní třída Břeclavska – sk. A | 10     | 8  | 1  | 1 | 6  | 5  | 52  | −47 | 4  | 11.    |
| 2021/22         | Základní třída Břeclavska – sk. A | 10     | 18 | 1  | 2 | 15 | 15 | 100 | −85 | 5  | 10.    |
| 2022/23         | Okresní soutěž Břeclavska – sk. A | 9      |    |    |   |    |    |     |     |    |        |

Poznámky:
- 2018/19: Chybí výsledek posledního utkání s TJ Milovice (sobota 22. června 2019).[23]
- 2019/20 a 2020/21: Tyto sezony byly ukončeny předčasně z důvodu pandemie covidu-19 v Česku.
- 2022/23: Od této sezony je nejnižší soutěží na Břeclavsku okresní soutěž.

## TJ Sokol Hlohovec „C“
TJ Sokol Hlohovec „C“ byl druhým rezervním týmem Hlohovce, který se pohyboval v nejnižší okresní soutěži. V sezonách 2004/05–2006/07 hrál ve stejné soutěži jako B-mužstvo a v ročníku 2005/06 se v konečné tabulce umístil před ním.

### Umístění v jednotlivých sezonách
Stručný přehled
Zdroj:
- 2004–2007: Základní třída Břeclavska – sk. A
- 2007–2008: Základní třída Břeclavska – sk. B

Jednotlivé ročníky
Zdroj:
Legenda: Z – zápasy, V – výhry, R – remízy, P – porážky, VG – vstřelené góly, OG – obdržené góly, +/− – rozdíl skóre, B – body, červené podbarvení – sestup, zelené podbarvení – postup, fialové podbarvení – reorganizace, změna skupiny či soutěže
| Česko (2004 – 2008) |                                   |        |    |    |   |    |    |    |     |    |        |
| Sezóny              | Liga                              | Úroveň | Z  | V  | R | P  | VG | OG | +/− | B  | Pozice |
| 2004/05             | Základní třída Břeclavska – sk. A | 10     | 24 | 9  | 6 | 9  | 39 | 46 | −7  | 33 | 8.     |
| 2005/06             | Základní třída Břeclavska – sk. A | 10     | 22 | 10 | 3 | 9  | 43 | 43 | 0   | 33 | 7.     |
| 2006/07             | Základní třída Břeclavska – sk. A | 10     | 24 | 6  | 4 | 14 | 25 | 62 | −37 | 22 | 11.    |
| 2007/08             | Základní třída Břeclavska – sk. B | 10     | 26 | 7  | 3 | 16 | 49 | 71 | −22 | 24 | 11.    |